# Elfstedenrace
Das Elfstedenrace, auf Deutsch Elfstädterennen, ist ein Straßenradrennen für Männer in den Niederlanden. Es lehnt sich qua Name und Konzept an das berühmte Schlittschuhrennen Elfstedentocht an. Nicht zu verwechseln ist es mit der ebenfalls Elfstedentocht genannten Volksradtour, die seit 1912 an Pfingstmontag stattfindet, oder mit der Elfstedenronde in Belgien.
Das Eintagesrennen fand erstmals im Jahr 2022 statt. Die Strecke führt auf einem flachen Rundkurs in der Provinz Friesland durch die elf friesischen Städte mit Start und Ziel in der Hauptstadt Leeuwarden. Das Rennen ist Teil der UCI Europe Tour und seit der Austragung 2023 in die UCI-Kategorie 1.1 eingestuft.
2022 lief das Rennen unter dem offiziellen Namen Visit Friesland Elfstedenrace. Seit Juni 2023 ist der Anbieter von Sportwetten BetCity neuer Hauptsponsor und der offizielle Name lautet BetCity Elfstedenrace.

## Sieger
| Jahr | Sieger             | Zweiter        | Dritter       |
| ---- | ------------------ | -------------- | ------------- |
| 2022 | Elmar Reinders     | Mick van Dijke | Timo de Jong  |
| 2023 | Jasper Philipsen   | Olav Kooij     | Davide Bomboi |
| 2024 | Taco van der Hoorn |                |               |